# Magnolia stellata
Magnolia stellata  (Sieb. Et Zucc.)  Maxim. , (Magnolie), este o specie de plantă care crește sub formă  de arbore cu lujerii păroși sau arbust  înalt de cca. 3,5 m.  Face parte din genul Magnolia  L., familia  Magnoliaceae.

## Caracteristici
- Frunzele sunt  invers-ovate, și au cca. 8 cm lungime.
- Florile sunt albe, mirositoare, duble, cu numeroase petale oblong-liniare ce se deschid în formă de stea și apar primăvara devreme, înainte de înfrunzire.
- Fructul este compus.

## Înmulțire
Se înmulțește prin semințe și pe cale asexuată prin marcotaj sau prin altoire, în soluri fertile.

## Utilizare
Se plantează în parcuri și grădini, iar ramurile se pot folosi și în aranjamente florale.